# Святой Мунго
Святой Мунго (англ. Saint Mungo), он же святой Кентигерн Стрэтклайдский (гэльск. Cyndeyrn, англ. Kentigern, лат. Kentigernus; 550, Кулросс, Файф — 13 января 614, Глазго, Ланаркшир) — христианский святой проповедник и миссионер, первый епископ Глазго и святой покровитель этого города и всей Шотландии.
День святого Мунго в католической, англиканской и пресвитерианской церквях отмечается 13 января, в православной церкви — 14 января. Также его память отмечается в Третью неделю по Пятидесятнице, в день празднования Собора Британских и Ирландских святых.

## Биография

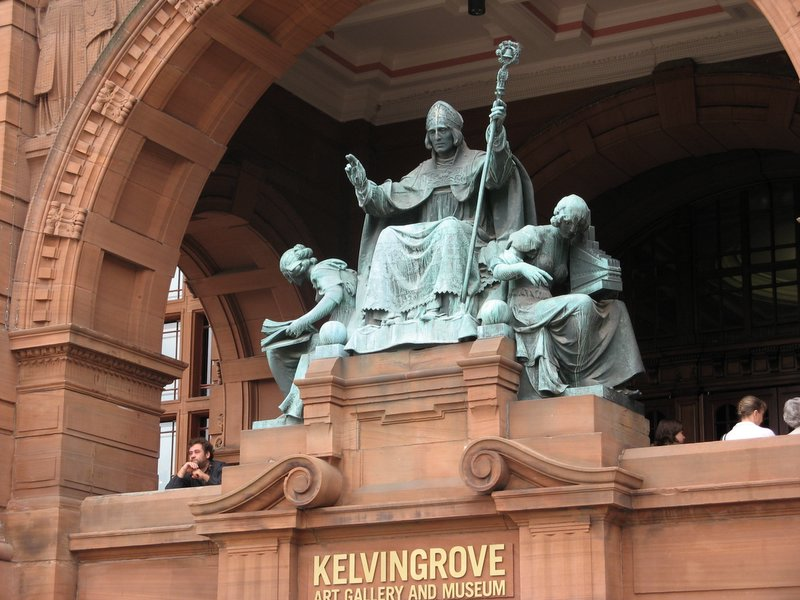
Статуя Святого Мунго, покровителя города Глазго и всей Шотландии. Художественная галерея и музей Келвингроув. Работа скульптора Дж. Фрамптона

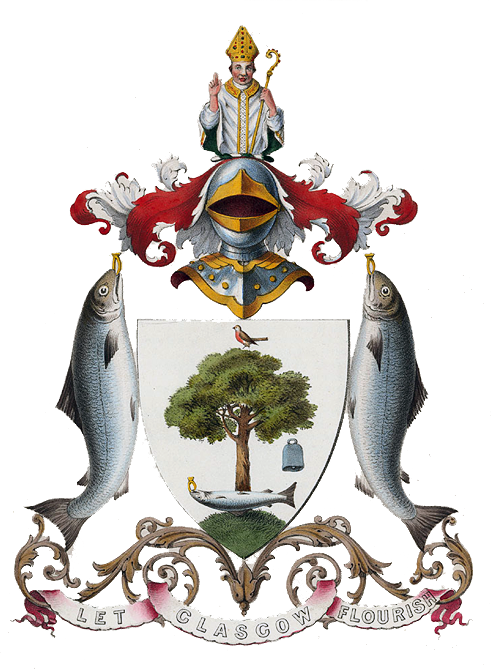
Герб Глазго с изображённым на нём святым Мунго

Сведения о жизни святого Мунго можно почерпнуть из его жития, составленного цистерцианским монахом Йоселин из аббатства Фурнесс в 1185 году. Согласно этому сочинению, матерью Мунго была Тенева, дочь короля Лота Оркнейского, а отцом — король Регеда Оуэн ап Уриен. Ребёнок был назван Кентигерном. Новое имя — Мунго — он получил от своего приёмного отца, святого Сёрфа (Мунго в переводе с шотландо-гэльского означает «милый»).
В двадцатипятилетнем возрасте Мунго начал проповедовать христианство на берегах реки Клайд. Согласно преданию, по настоянию короля Стратклайда Ридерха Щедрого в 540 году Мунго стал местным епископом. В течение 13 лет он жил в келье в районе нынешнего Глазго. В 553 году в Стратклайде вспыхнули мощные антихристианские волнения, и Мунго вынужден был бежать на юг, в Уэльс, в монастырь Сент-Дейвидс.
Через несколько лет он основал в Лланелви монастырь, настоятелем которого стал ученик Мунго, святой Асаф.
В 573 году Мунго возвратился в Шотландию. Сперва он проповедовал учение Христово в Галлоуэе. Здесь он был посвящён в епископы в Дамфрисшире. В 581 году он поселился в Глазго, где встретил святого Колумбана.
Похоронен Мунго на том самом месте, где ныне стоит кафедральный собор Глазго, посвящённый этому святому. Сент-Асафский собор посвящён Мунго и Асафу.

## Интересные факты
- В мире Гарри Поттера существует больница магических болезней и недугов имени Св. Мунго (основанная Мунго Бонамом, прототипом которого является Святой Мунго).
- Герой детективных рассказов Г. К. Честертона, отец Браун, служит в церкви имени Св. Мунго[2].